# Sinocalamus bacthaiensis
Sinocalamus bacthaiensis är en gräsart som beskrevs av To Quyen Nguyen. Sinocalamus bacthaiensis ingår i släktet Sinocalamus och familjen gräs. Inga underarter finns listade i Catalogue of Life.